# Trad Hamadé
Trad Hamadé (né à Hermel en 1950) est un homme politique et un universitaire libanais.
Professeur de philosophie en France et au Liban, proche du Hezbollah, il intègre en avril 2005 le gouvernement de Najib Mikati comme ministre de l’Agriculture et du Travail.
Il conserve le poste de ministre du Travail au sein du cabinet de Fouad Siniora.
Le 11 novembre 2006, à la suite de l'échec des négociations entre les partis libanais sur la formation d'un gouvernement d'union nationale, dans lequel le Hezbollah et ses alliés disposent d'une minorité de blocage, Trad Hamadé présente sa démission du gouvernement. Le Premier ministre Fouad Siniora la refuse et le pays plonge dans une grave crise politique. Les tentatives de règlement échouent et les ministres chiites démissionnaires (Hamadé, Mohammad Fneich, Faouzi Salloukh, Talal Sahili et Mohammed Jawad Khalifé) demeurent sur leur position.